# Хвойный (Омская область)
Хвойный — посёлок в Омском районе Омской области России. Входит в состав Пушкинского сельского поселения. Население 519 чел. (2010) .

## История
В соответствии с Законом Омской области от 30 июля 2004 года № 548-ОЗ «О границах и статусе муниципальных образований Омской области» посёлок вошёл в состав образованного муниципального образования «Пушкинское сельское поселение».

## География
Хвойный находится на юге центральной части региона.

## Население
| 2006 | 2010 |
| ---- | ---- |
| 578  | ↘519 |

Гендерный состав
По данным Всероссийской переписи населения 2010 года в гендерной структуре населения из 519 человек мужчин — 413, женщин — 106	(79,6 и 20,4 % соответственно)
Национальный состав
Согласно результатам переписи 2002 года, в национальной структуре населения русские составляли 82 % от общей численности населения в 487 чел. .

## Инфраструктура
Развитое лесное хозяйство. Личное подсобное хозяйство.

## Транспорт
Просёлочные дороги.